# 新費爾菲爾德 (康乃狄克州)
新費爾菲爾德（英語：New Fairfield）是一個位於美國康乃狄克州費爾菲爾德縣的城鎮。

## 地理
新費爾菲爾德的座標為41°29′00″N 73°29′00″W / 41.48333°N 73.48333°W，而該地的平均海拔高度為230米（即755英尺）。

## 人口
根據2010年美國人口普查的數據，新費爾菲爾德的面積為65.00平方千米，當中陸地面積為53.00平方千米，而水域面積為12.00平方千米。當地共有人口13881人，而人口密度為每平方千米213人。